# Батулія
Батулі́я (болг. Батулия) — село в Софійській області Болгарії. Входить до складу общини Своге.

## Населення
За даними перепису населення 2011 року у селі проживала 151 особа, усі — болгари.
Розподіл населення за віком у 2011 році:
Динаміка населення:

## Пам'ятки
У місті є церква святого Миколая Болгарської Православної Церкви.